# 宇部地方合同庁舎
宇部地方合同庁舎（うべちほうごうどうちょうしゃ）は、山口県宇部市新町に所在する国の行政施設。
真締川周辺整備の一環として、かつての宇部港駅跡地の一部に建設された。1996年（平成8年）8月30日完成。
庁舎建設とともに真締大橋（市道）の架け替えが行われたが、他に計画されていた周辺の公園整備や新天町地区の再開発は実施されずに立ち消えとなった。

## 入居機関
- 財務省門司税関宇部税関支署
- 厚生労働省
  - 山口労働局宇部労働基準監督署
  - 広島検疫所宇部出張所
- 法務省山口地方法務局宇部支局

## 交通アクセス
- JR西日本宇部新川駅下車 徒歩約15分。